# Ретинское
Ретинское — населённый пункт в Кольском районе Мурманской области. Входит в состав сельского поселения Междуречье. Находится на западном берегу Кольского залива, напротив Североморска, в нескольких километрах от Полярного. Основано в 1933 году В посёлке работает маяк. Рядом с посёлком в акватории Кольского залива брошено 17 судов..

## История
До 2008 года населённый пункт входил в ЗАТО город Полярный. В 2008—2016 годах входил в городской округ ЗАТО Александровск. 31 октября 2016 года Ретинское включено в состав сельского поселения Междуречье.

## Население
| 2002 | 2010 |
| ---- | ---- |
| 36   | ↘0   |

По данным Всероссийской переписи населения 2010 года население, проживающее на территории населённого пункта, отсутствует.